# Řád Volty
Řád Volty (anglicky: Order of the Volta) je záslužný řád Ghanské republiky založený roku 1960. Udílen je za civilní i vojenské zásluhy.

## Historie a pravidla udílení
Řád byl založen roku 1960. Udílen je za vynikající služby státu. V roce 2008 byl změněn status řádu, kdy došlo mj. ke změně vzhledu stuhy.

## Třídy
Řád je udílen ve třech třídách a ve dvou divizích, civilní a vojenské:
- společník (Companion) – Zlatý řádový odznak se nosí na široké stuze spadající z ramene na protilehlý bok.
- důstojník (Officer) – Zlatý odznak se nosí na stuze kolem krku.
- člen (Member) – Stříbrný odznak se nosí zavěšený na stuze na hrudi.

## Insignie
Řádový odznak má tvar sedmicípé hvězdy s rovně zakončenými širokými cípy. Na nich je položena sedmicípá hvězda se špičatými cípy. Uprostřed je kulatý medailon se stylizovaným zobrazením vodního toku v pozadí s vycházejícím sluncem. Zadní strana je matná. Při obvodu je nápis v závislosti na udělené třídě. V první třídě je nápis COMPANION OF THE ORDER OF THE VOLTA, ve druhé třídě je nápis OFFICER OF THE ORDER OF THE VOLTA a ve třetí třídě je nápis MEMBER OF THE ORDER OF THE VOLTA. Ke stuze je odznak připojen pomocí jednoduchého kroužku.
Stuha užívaná v letech 1960–2008 měla barvu námořnické modři se středovým pruhem černé barvy a s okraji lemovanými červenými pruhy. Ve vojenské verzi je uprostřed černého pruhu navíc úzký červený proužek. Od roku 2008 je stuha světle modrá s okraji lemovanými trojicí proužků v barvě zelené, žluté a červené.